# Golpe bajo
Golpe bajo é uma telenovela mexicana exibida pela Azteca e produzida por José Rendón e Rafael Gutiérrez em 2000. 
Foi protagonizada por Lucía Méndez e Javier Gómez com antagonização de Salvador Pineda e Rogelio Guerra.

## Elenco
- Lucía Méndez - Silvana Bernal
- Rogelio Guerra - Leonardo Prado
- Salvador Pineda - Andrés Carranza
- Alejandra Maldonado - Laura Prado
- Javier Gómez - Rodrigo Prado
- Sergio Klainer - Gonzalo Montaño
- Margarita Isabel - Eugenia Bernal
- Wendy de los Cobos - Florencia
- José Sefami - José
- Tomás Goros - Daniel
- Marta Aura - Lupita
- Gloria Peralta - Irene
- Nubia Martí - Natalia
- Fidel Garriga - Esteban
- Ximena Rubio - Gina
- Ana Laura Espinoza - Matilde
- Eduardo Venegas - Carlos
- Liza Carbajal
- Ernesto Faxas - Cesar Antúnez
- Jaime Vega - Alfonso Martínez
- Eugenio Montessoro
- Roberto Blandón - Germán